# Leo Wery
Leonard Hugo (Leo) Wery (Den Haag, 27 maart 1926 – Wassenaar, 29 augustus 2019) was een Nederlands hockeyer en jurist.
Wery won met het Nederlands team een zilveren medaille op de Olympische Zomerspelen in 1952. Hij speelde voor de HHIJC uit Den Haag. Wery was werkzaam als jurist bij Royal Dutch Shell.